# Collegio uninominale Lombardia 2 - 07
Il collegio elettorale uninominale Lombardia 2 - 07 è stato un collegio elettorale uninominale della Repubblica Italiana per l'elezione della Camera tra il 2017 ed il 2022.
Era uno dei due collegi previsti in Lombardia dal Rosatellum per la Camera a non avere corrispondenza con quelli per il Senato del Mattarellum.

## Territorio
Come previsto dalla legge elettorale italiana del 2017, il collegio era stato definito tramite decreto legislativo all'interno della circoscrizione Lombardia 2.
Era formato dal territorio di 56 comuni: Almenno San Bartolomeo, Almenno San Salvatore, Ambivere, Barzana, Barzanò, Bedulita, Berbenno, Blello, Brembate di Sopra, Brumano, Calco, Calusco d'Adda, Capizzone, Caprino Bergamasco, Carvico, Casatenovo, Cassago Brianza, Cernusco Lombardone, Chignolo d'Isola, Cisano Bergamasco, Corna Imagna, Costa Valle Imagna, Cremella, Fuipiano Valle Imagna, Imbersago, La Valletta Brianza, Locatello, Lomagna, Mapello, Medolago, Merate, Missaglia, Montevecchia, Monticello Brianza, Olgiate Molgora, Osnago, Paderno d'Adda, Palazzago, Pontida, Presezzo, Robbiate, Roncola, Rota d'Imagna, Santa Maria Hoè, Sant'Omobono Terme, Sirtori, Solza, Sotto il Monte Giovanni XXIII, Strozza, Suisio, Terno d'Isola, Ubiale Clanezzo, Val Brembilla, Verderio, Viganò e Villa d'Adda.
Il collegio era quindi compreso tra la provincia di Bergamo e la provincia di Lecco.
Il collegio era parte del Collegio plurinominale Lombardia 2 - 02.

## Eletti
| Elezione | Elezione | Deputato      | Partito          |
| -------- | -------- | ------------- | ---------------- |
|          | 2018     | Maurizio Lupi | Noi con l'Italia |

## Dati elettorali

### XVIII legislatura
Come previsto dalla legge elettorale, 232 deputati erano eletti con sistema a maggioranza relativa in altrettanti collegi uninominali a turno unico.
| Candidati              | Candidati               | Voti    | %     | Liste                           | Voti    | %     |
| ---------------------- | ----------------------- | ------- | ----- | ------------------------------- | ------- | ----- |
|                        | Maurizio Lupi ✔️ Eletto | 66 963  | 50,96 | Lega                            | 44 298  | 33,71 |
| Forza Italia           | Maurizio Lupi ✔️ Eletto | 66 963  | 50,96 | 16 288                          | 12,39   |       |
| Fratelli d'Italia      | Maurizio Lupi ✔️ Eletto | 66 963  | 50,96 | 4 978                           | 3,79    |       |
| Noi con l'Italia - UDC | Maurizio Lupi ✔️ Eletto | 66 963  | 50,96 | 1 399                           | 1,06    |       |
|                        | Adele Gatti             | 31 597  | 24,04 | Partito Democratico             | 27 002  | 20,55 |
| +Europa                | Adele Gatti             | 31 597  | 24,04 | 3 548                           | 2,70    |       |
| Civica Popolare        | Adele Gatti             | 31 597  | 24,04 | 529                             | 0,40    |       |
| Italia Europa Insieme  | Adele Gatti             | 31 597  | 24,04 | 518                             | 0,39    |       |
|                        | Angelo Baiguini         | 24 634  | 18,75 | Movimento 5 Stelle              | 24 634  | 18,75 |
|                        | Matteo Vismara          | 3 213   | 2,45  | Liberi e Uguali                 | 3 213   | 2,45  |
|                        | David Sala              | 1 356   | 1,03  | CasaPound                       | 1 356   | 1,03  |
|                        | Giancarlo Sala          | 913     | 0,69  | Potere al Popolo!               | 913     | 0,69  |
|                        | Serena Cicconi          | 810     | 0,62  | Italia agli Italiani            | 810     | 0,62  |
|                        | Valter Bulanti          | 745     | 0,57  | Il Popolo della Famiglia        | 745     | 0,57  |
|                        | Paola Soldi             | 318     | 0,24  | 10 Volte Meglio                 | 318     | 0,24  |
|                        | Sara Bombardieri        | 260     | 0,20  | Per una Sinistra Rivoluzionaria | 260     | 0,20  |
|                        | Vera Zarkov             | 250     | 0,19  | Grande Nord                     | 250     | 0,19  |
|                        | Francesco Matrale       | 171     | 0,13  | Partito Valore Umano            | 171     | 0,13  |
|                        | Anna Bargardi           | 93      | 0,07  | PRI - ALA                       | 93      | 0,07  |
|                        | Daniele Maggioni        | 88      | 0,07  | Blocco Nazionale per le Libertà | 88      | 0,07  |
| Totale                 | Totale                  | 131 411 | 100   |                                 | 131 411 | 100   |
|                        |                         |         |       |                                 |         |       |
| Voti non validi        | Voti non validi         | 4 536   | 3,34  |                                 |         |       |
| Votanti                | Votanti                 | 135 947 | 79,19 |                                 |         |       |
| Elettori               | Elettori                | 171 672 |       |                                 |         |       |